# Église Sainte-Eulalie de Vilella
Pour les articles homonymes, voir église Sainte-Eulalie.
La chapelle Sainte-Eulalie de Vilella est une chapelle de style roman et de culte catholique, située à Rigarda, dans le département français des Pyrénées-Orientales.
Cette chapelle, bâtie à la fin du XIIe siècle ou durant la première moitié du XIIIe siècle suivant la tradition romane, est abandonnée dès la première moitié du XVIIe siècle. Composée d'une haute nef unique ouverte d'un arc brisé prolongée d'une abside semi-circulaire selon un axe ouest-est, elle est totalement dépouillée de tout mobilier, déplacé au XVIIe siècle dans la nouvelle église Sainte-Eulalie-et-Sainte-Julie de Rigarda et de son portail qui a servi pour la nouvelle église.
Elle est consacrée à sainte Eulalie de Barcelone, martyre chrétienne de Catalogne née en 289 et morte en 304, souvent confondue avec sainte Eulalie de Mérida.

## Situation et toponymie
La chapelle Sainte-Eulalie de Vilella fait partie du territoire de la commune française de Rigarda, dans le département des Pyrénées-Orientales. Elle se trouve dans une petite plaine formée par la vallée de la rivière de Rigarda, au pied des Pyrénées, dans un territoire rural parsemé de champs et de bois, à environ 500 m du village chef-lieu de la commune, près de l'antique voie romaine de Strada Conflentana.
Le nom catalan de Vilella vient d'un diminutif de Villa, il signifiait « petite ferme ». Villela est un ancien village médiéval dont le seul bâtiment subsistant est la chapelle Sainte-Eulalie (en calatan : Santa Eulàlia). Vilella est parfois francisé en Villèle ou Vileille. La dédicataire de la chapelle est Eulalie de Barcelone, martyre du IVe siècle.

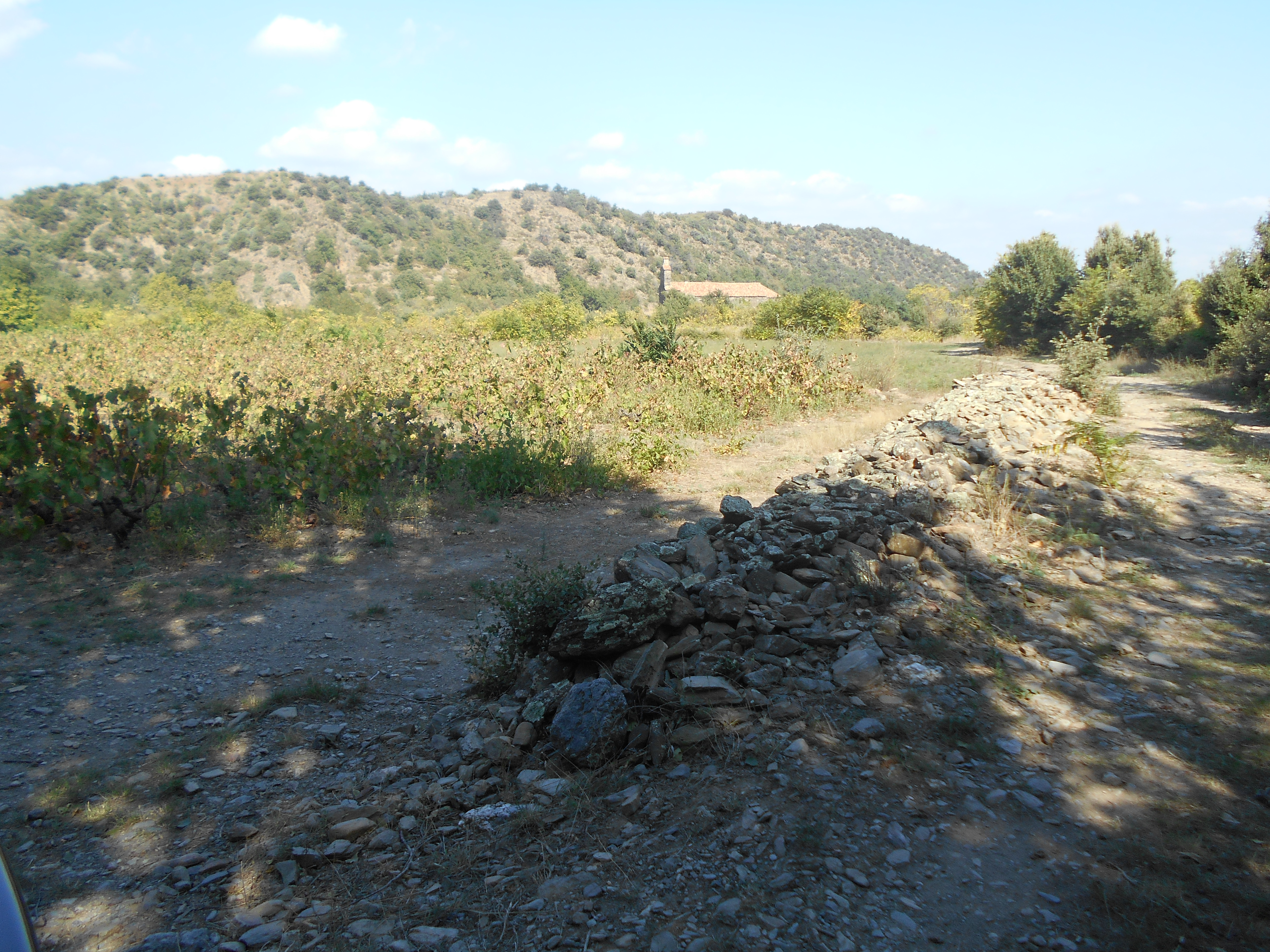
Le chemin vers Sainte-Eulalie (vue du sud).
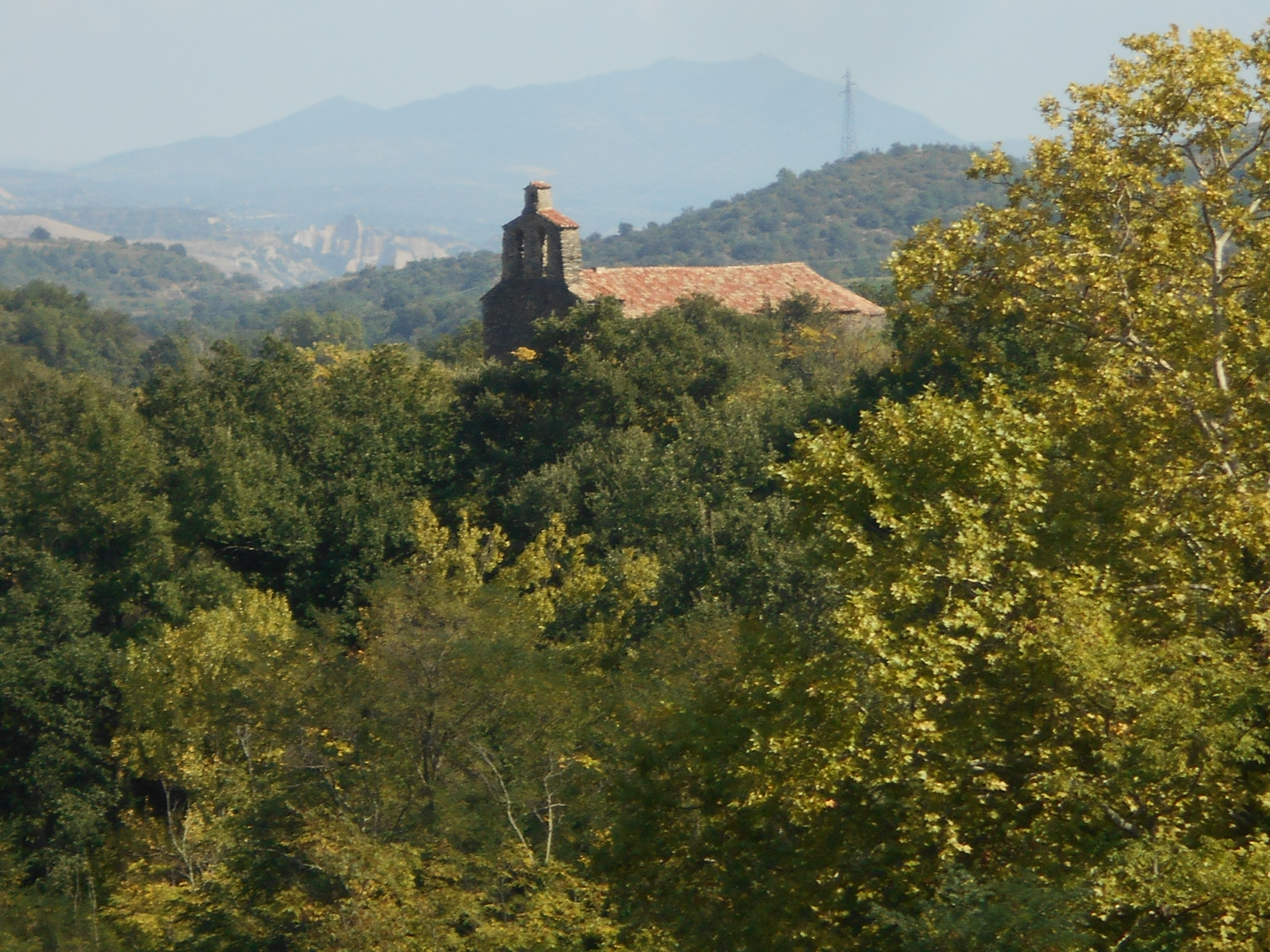
La chapelle vue du nord.

## Histoire
Le lieu d'implantation de Sainte-Eulalie est sans doute occupé durant toute la période de l'Empire romain (cinq premiers siècles de l'ère chrétienne). Quelques vestiges montrent même une présence durant la République (premiers siècles avant J.-C.).
Le village de Villela est donné au monastère de Sant Pere de Rodes en 939 par le comte de Cerdagne Sunifred II. La chapelle Sainte-Eulalie de Vilella est mentionnée pour la première fois en 969, lorsu'une veuve dénommée Ermessenda fait don d'un terrain comportant des vignes, oliviers et des bâtiments proches de la chapelle Sainte-Eulalie à l'abbaye Saint-Michel de Cuxa.
En 1145, Sainte-Eulalie devient une possession du prieuré de Serrabona. L'édifice actuel a sans doute été reconstruit vers la fin du XIIe siècle ou au début du XIIIe siècle. La chapelle Sainte-Eulalie de Vilella est abandonnée au XVIIe siècle après la construction d'une nouvelle église à Rigarda. Son portail est réemployé pour la nouvelle église. Jusqu'à cette date, elle était église paroissiale de Vilella.

## Architecture et mobilier
L'édifice est formé d'une nef unique, longue, étroite et haute (6,50 m), prolongée à l'est par une abside semi-circulaire aussi haute que la nef et couverte d'un berceau brisé. L'ensemble donne une impression de grandeur,. Le mur occidental est surmonté d'un clocher-mur composé de trois piliers et deux baies en plein-cintre, surmonté d'un petit arc.
L'appareil est fait de galets et de moellons, disposés en certains endroits en « arêtes de poisson », une technique archaïque à l'époque de la construction de la chapelle (XIIe ou XIIIe siècle).
L'entrée se trouve dans le mur méridional. Il s'agit d'un simple trou, le portail original ayant été déposé et réutilisé dans la nouvelle église paroissiale de Rigarda. Trois fenêtres, dans les murs sud, est et ouest, éclairent l'édifice. Elles sont décorées à l'extérieur par des claveaux de marbre clair, presque blanc, et de montants sombres en ardoise et granit.

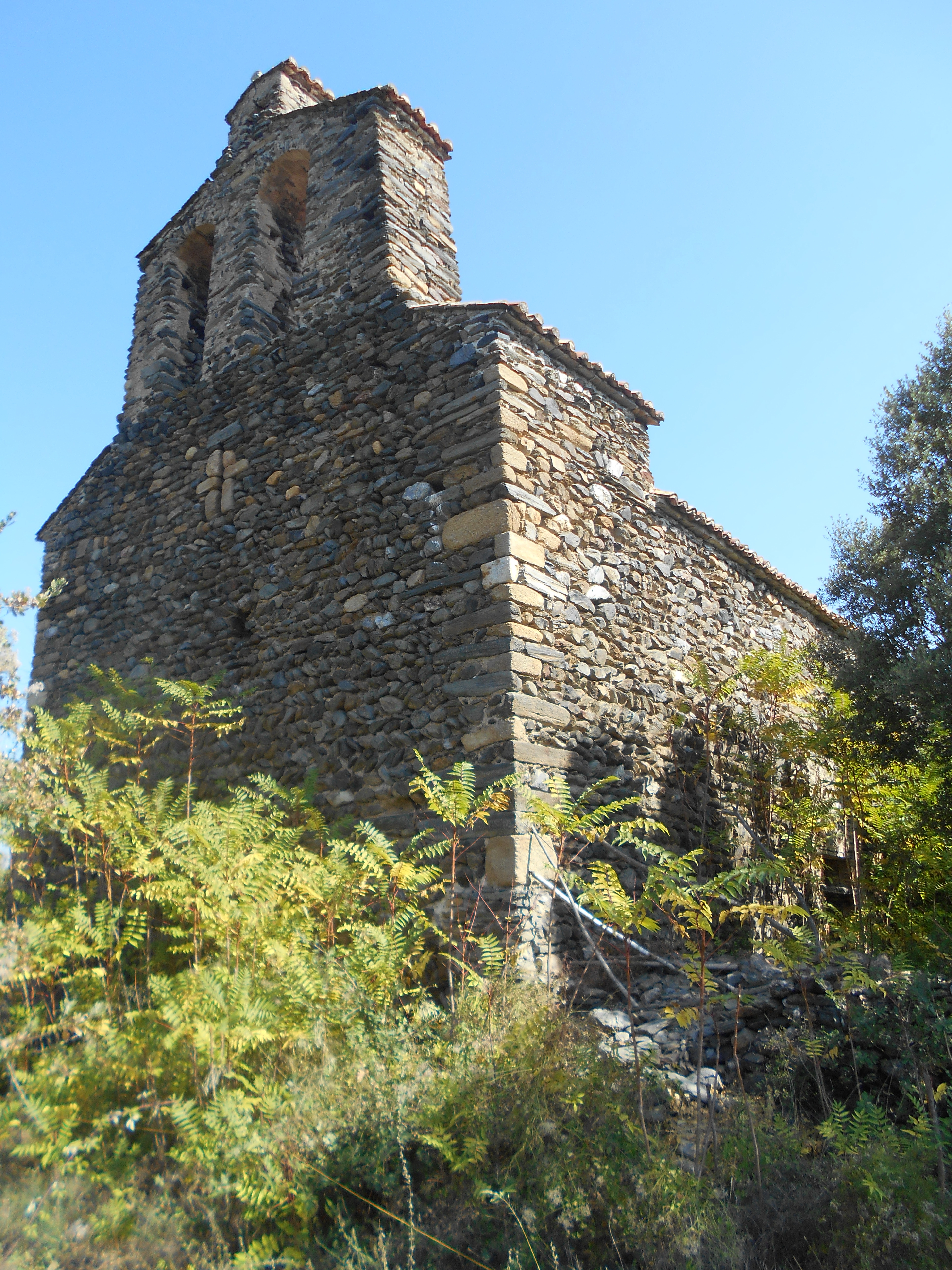
La façade occidentale.
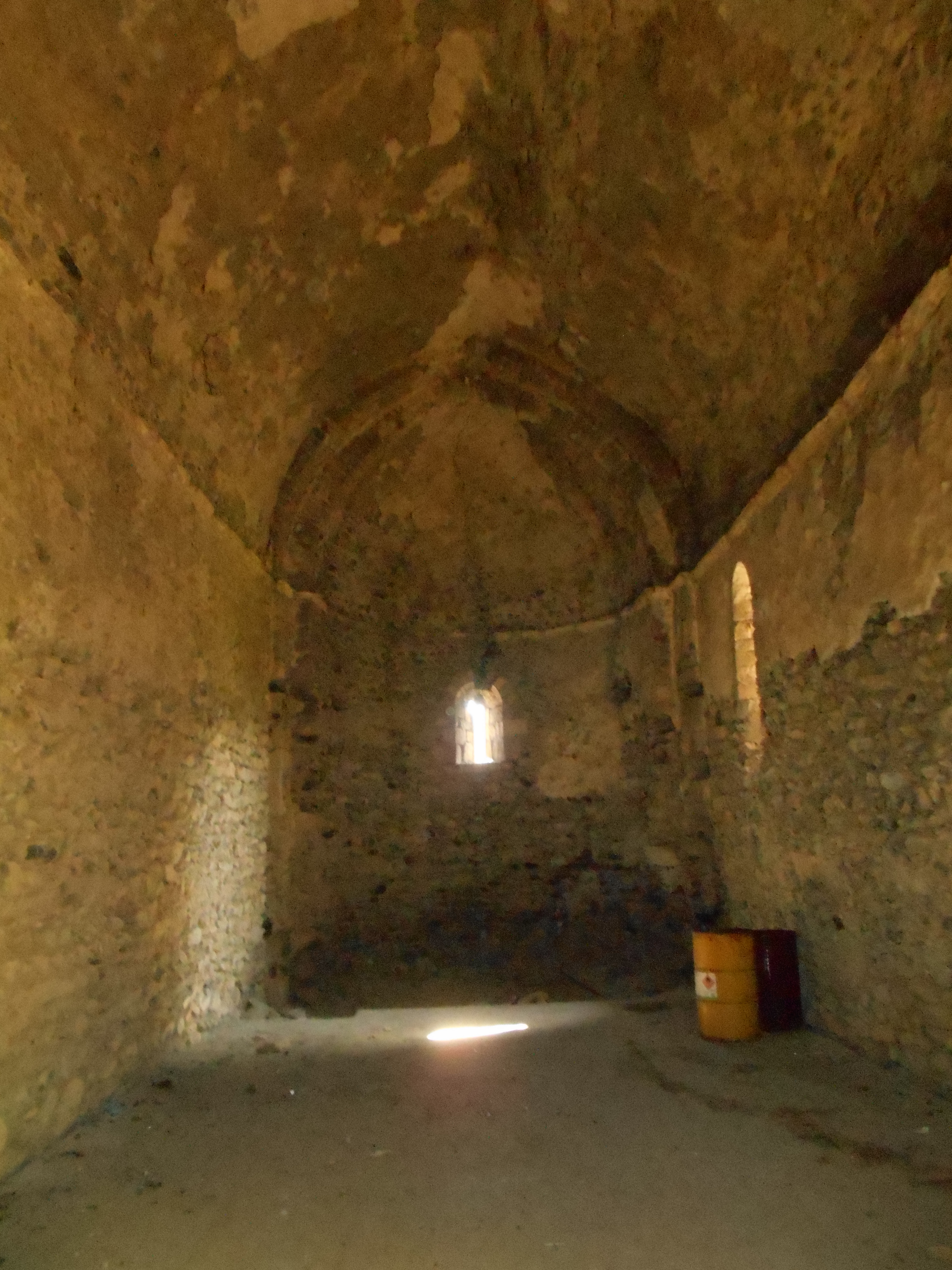
Nef et abside vues de l'intérieur.
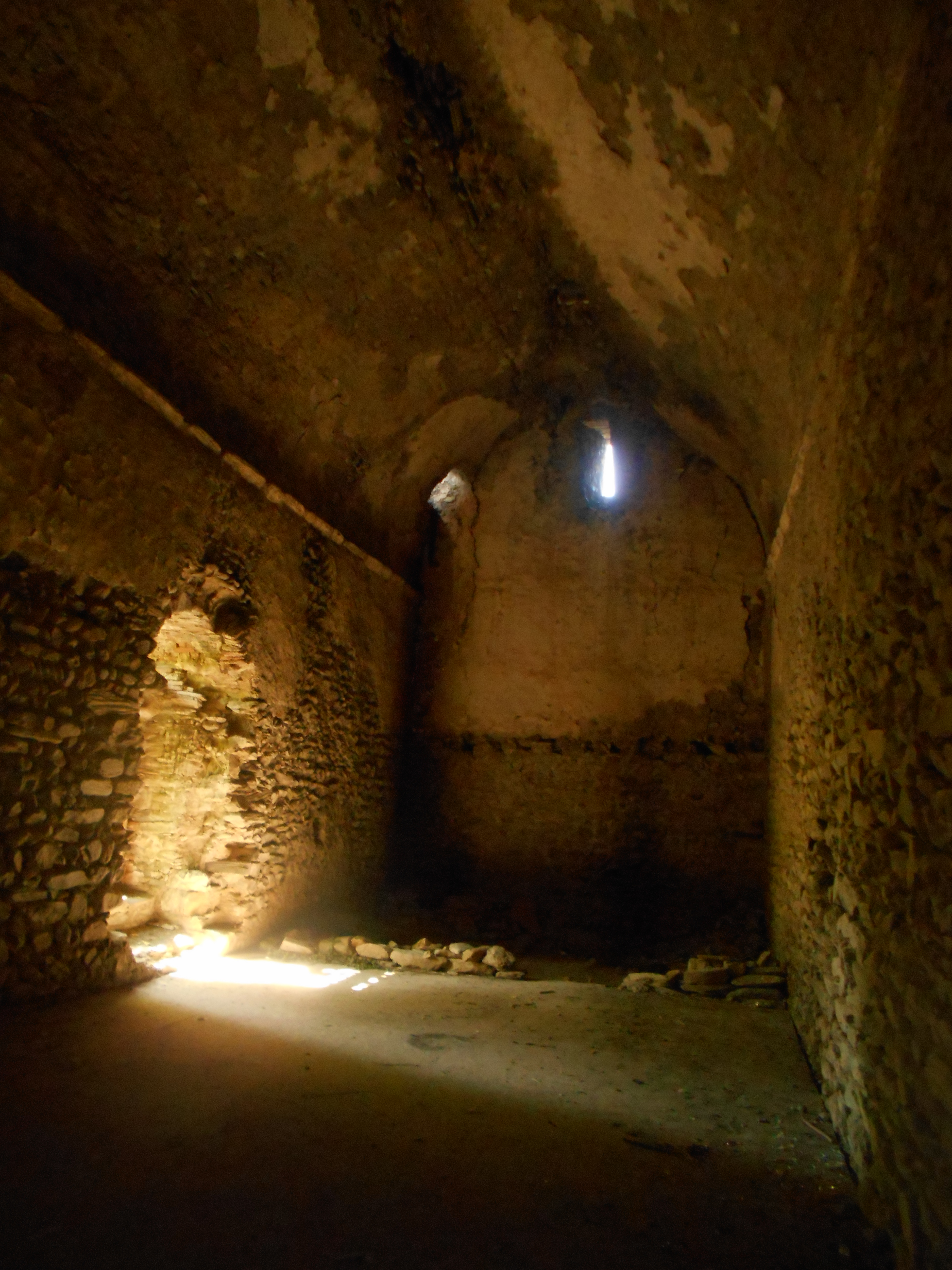
Nef et entrée vues de l'intérieur.

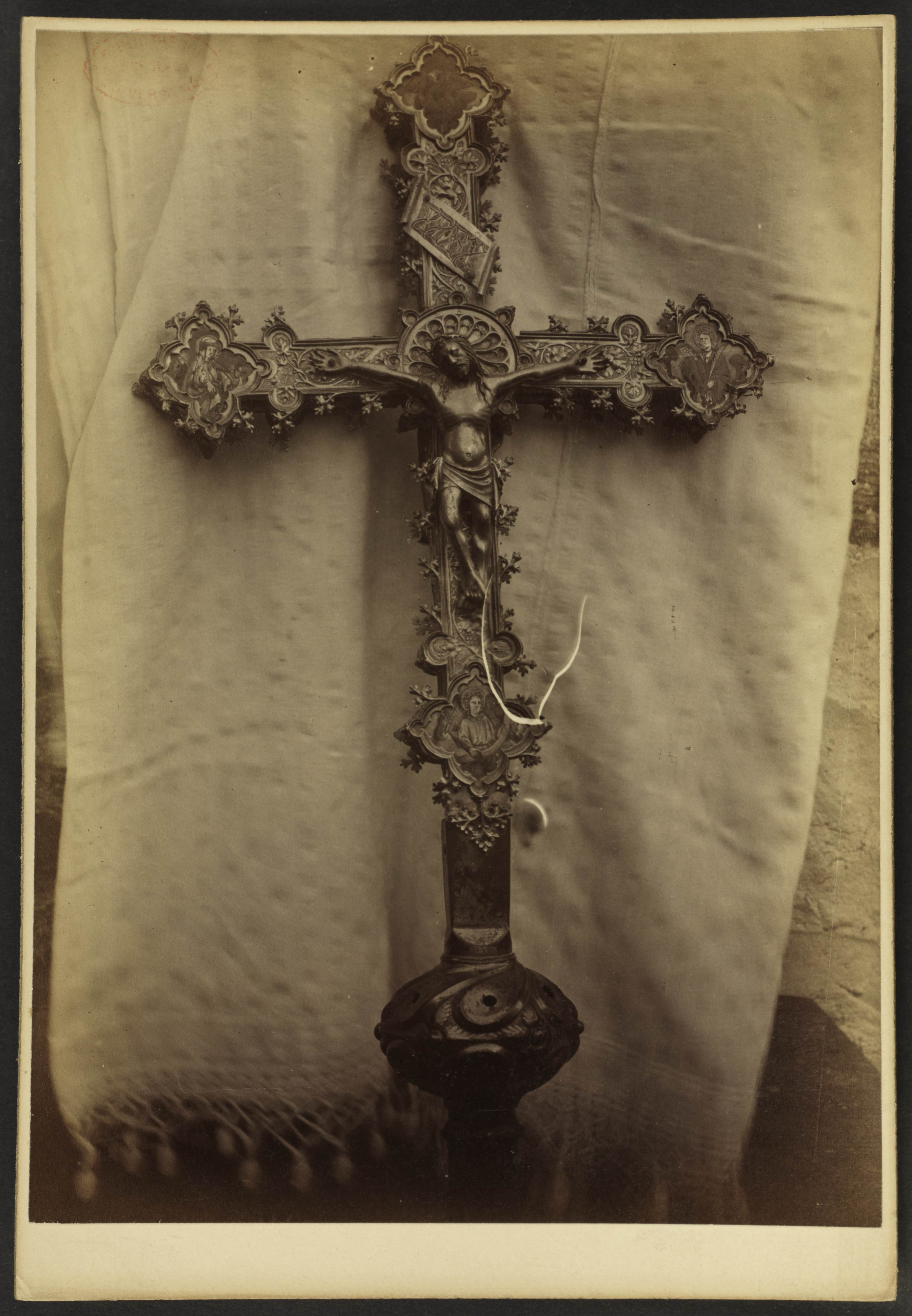
Croix de procession.

La chapelle est vide de tout mobilier. La nouvelle église de Rigarda conserve des objets de Sainte-Eulalie de Vilella, dont deux datés du XVe siècle et classés au titre des monuments historiques en 1892 :  une croix de procession en argent doré, repoussé et gravé et un retable composé de douze panneaux de bois peints représentant autant de scènes de la vie de sainte Eulalie, confondant deux saintes du même nom : Eulalie de Barcelone et Eulalie de Mérida.